# 韓陵の戦い
韓陵の戦い（かんりょうのたたかい）は、中国の南北朝時代に韓陵（現在の河南省安陽市安陽県）において起こった高歓と爾朱氏の間の戦いである。

## 経緯
531年6月に高歓が信都で反爾朱氏の兵を起こし、同年10月に渤海郡太守元朗を皇帝に擁立して、北魏に2人の皇帝が並び立つ事態となった。532年2月、高歓は丞相・柱国大将軍・太師に任じられた。
一方の爾朱氏は爾朱兆と爾朱世隆らが反目の度を増していた。世隆は兆の娘を節閔帝の皇后として立てることを約束して、兆と和解した。斛斯椿が世隆や爾朱天光を説得して、高歓を討つための爾朱氏の連合が成った。閏月、爾朱天光が長安から、爾朱兆が晋陽から、爾朱度律が洛陽から、爾朱仲遠が東郡から進発して、鄴での合流をめざした。爾朱氏の兵の総数は20万を号した。節閔帝は長孫稚を大行台に任じて、全軍を総督させた。
高歓は封隆之に鄴を守らせた。また高昂が郷里の部曲3000人を率いて高歓に従った。爾朱兆が軽騎3000を率いて鄴城を夜襲し、西門を攻撃したが落とせず、撤退した。高歓は麾下の騎兵が2000に満たず、歩兵は3万に満たなかった。高歓は韓陵に円陣を布き、牛や驢馬をつないで帰路をふさぎ、将士らと決死を誓いあった。高歓が中軍を率い、高昂が左軍を率い、高岳が右軍を率いて爾朱氏の軍と決戦した。
高歓が緒戦で不利となり敗走すると、爾朱兆らはこれに乗じて追撃した。高岳が500騎で爾朱氏の軍の前方を突き、斛律敦が残兵を収容して後ろにつき、高昂が1000騎を率いて栗園から横撃を加えると、爾朱兆らは大敗を喫した。賀抜勝と徐州刺史の杜徳は高歓に降った。爾朱兆は軽騎で西方に逃走し、慕容紹宗が残兵を収容して撤退した。
韓陵の戦いの後、爾朱兆は晋陽に帰還し、爾朱仲遠は東郡に逃れた。爾朱彦伯は河橋に駐屯して情勢をみようとしたが、爾朱世隆が従わなかったため断念した。爾朱度律と爾朱天光は洛陽で捕らえられ、世隆と彦伯が閶闔門外で斬られて、その首と度律・天光の身柄は高歓のもとに送られた。仲遠は南朝梁に亡命した。高歓は鄴に帰り、度律と天光を洛陽に送って斬らせた。北魏における爾朱氏の権勢は没落し、最後に残った兆も翌533年に滅ぼされることとなる。